# ビルキル・ヴァルル・ヨーンソン
ビルキル・ヴァルル・ヨーンソン（Birkir Valur Jónsson 、1998年11月2日 - ）は、アイスランド・レイキャヴィーク出身のプロサッカー選手。スパルタク・トルナヴァ所属。ポジションは、ディフェンダー（ライトバック）。

## クラブ歴
2015年6月27日、3-2で勝利したホームのKA戦でデビューを果たした。2020年7月28日、スパルタク・トルナヴァへローン移籍で加入した。